# Tom Brady (filminstruktør)
Thomas Adam "Tom" Brady (født 30. oktober 1963) er en amerikansk manusforfatter, filminstruktør og producer.

## Karriere
Tom Brady voksede op i New Jersey. Han begyndte at skrive og spille skuespil i high school, hvilket gav ham et scholarship til Harvard College. På Harvard, medvirkede og instruerede Brady adskillige teater-produktioner og begyndte at skrive sine egne manuskripter. Som forfatter, gik Brady videre til at skrive og producere tv-afsnit af The Critic, The Simpsons, Home Improvement, Men Behaving Badly, Sports Night og Good Vibes. Han instruerede filmene The Animal, The Hot Chick, The Comebacks, og Bucky Larson: Born to Be a Star med Nick Swardson i hovedrollen.